# Walter Guertler
Walter Guertler, o Walter Gürtler (Basilea, 30 aprile 1924 – Lugano, 11 aprile 2004), è stato un produttore discografico e imprenditore svizzero naturalizzato italiano.

## Biografia
Walter Guertler è stato uno dei più celebri discografici italiani: pur essendo nato e morto in Svizzera, visse e lavorò a Milano.
Pioniere della discografia in Italia, comincia negli anni quaranta (insieme al fratello Ernesto, che avrebbe nel 1965 lasciato ogni attività nell'industria musicale) a importare dischi e licenziare cataloghi esteri per il mercato italiano.
Nel 1948 decise di dedicarsi alla produzione di dischi in proprio, fondando l'etichetta discografica Celson. Nel 1951 inoltre acquistò un'altra etichetta, la Music, mantenendole però in vita separatamente.
Nel 1958 però decise di unire le due aziende, sotto la denominazione SAAR (Società Articoli Acustici Riprodotti), con sede a Milano in viale di Porta Vercellina 14, creando due etichette: la Jolly e la Joker; quest'ultima avrebbe ripubblicato in edizione economica i dischi della Jolly, oltre che a mettere autonomamente sotto contratto artisti come Bruno Venturini (gran parte del suo successo discografico lo si deve al fiuto di Guertler) e a stampare edizioni di dischi esteri.
Per qualche anno uscì ancora qualche 45 giri su etichetta Music, ma nel 1962 venne chiusa (anche se solo per qualche anno, poiché riapparirà nuovamente all'inizio degli anni settanta) e il catalogo incorporato nella Saar.
Tra gli artisti scoperti e lanciati da Guertler da ricordare Adriano Celentano, Franco Nebbia, Enzo Jannacci, Luigi Tenco, Nancy Cuomo, Remo Germani, Nicola Di Bari, Peppino Gagliardi, Tony Dallara, Fausto Leali, Franco Battiato, Vasco Rossi e i gruppi I Campioni, i Campanino e i Romans.
Nel 1958 Guertler ha avuto il più grande successo di vendite (per i tempi) nelle hit parade italiane: le 300 000 copie di Come prima, cantata da Tony Dallara, che fino a poco tempo prima lavorava per Guertler come fattorino (prima alla Music e poi alla Jolly) e che, dimostrando il suo intuito, ha messo sotto contratto dopo averlo ascoltato cantare per caso.
Per tutti gli anni sessanta e settanta avrà un ruolo di primo piano nel mondo discografico. Creerà inoltre, sempre all'interno del gruppo Saar, altre etichette come la Signal (Oscar Carboni, Mario Piovano, Los Gildos, i Dalton), la Up (i Collage, Bruno Venturini) e la Harmony (Renato Pareti, Umberto Napolitano, Fabio Concato).
Walter Gurtler rimase al timone  della Saar fino alla fine, nonostante uno stato di salute precario dovuto ad un incidente automobilistico che l'aveva tenuto sospeso tra la vita e la morte per parecchi mesi. 
Oggi la società è capitanata dal suo figlio Boris Guertler.